# Pratik Chowdhary
Pratik Chowdhary (Mumbai, 4 ottobre 1989) è un calciatore indiano, difensore dello Jamshedpur.

## Carriera
Ha giocato nella prima divisione indiana.

## Statistiche

### Presenze e reti nei club
| Stagione          | Squadra           | Campionato        | Campionato | Campionato | Coppe nazionali | Coppe nazionali | Coppe nazionali | Coppe continentali | Coppe continentali | Coppe continentali | Altre coppe | Altre coppe | Altre coppe | Totale | Totale |
| Stagione          | Squadra           | Comp              | Pres       | Reti       | Comp            | Pres            | Reti            | Comp               | Pres               | Reti               | Comp        | Pres        | Reti        | Pres   | Reti   |
| ----------------- | ----------------- | ----------------- | ---------- | ---------- | --------------- | --------------- | --------------- | ------------------ | ------------------ | ------------------ | ----------- | ----------- | ----------- | ------ | ------ |
| 2020-2021         | Bengaluru         | ISL               | 15         | 0          | -               | -               | -               | AFC Cup            | 2                  | 0                  | -           | -           | -           | 17     | 0      |
| 2021-2022         | Bengaluru         | ISL               | 17         | 1          | -               | -               | -               | -                  | -                  | -                  | -           | -           | -           | 17     | 1      |
| Totale Bengaluru  | Totale Bengaluru  | Totale Bengaluru  | 32         | 1          |                 | -               | -               |                    | 2                  | 0                  |             | -           | -           | 34     | 1      |
| 2022-2023         | Jamshedpur        | ISL               | 17         | 0          | SC              | 4               | 1               | QAFC               | 1                  | 0                  | DC          | -           | -           | 22     | 1      |
| 2023-2024         | Jamshedpur        | ISL               | 21         | 0          | SC              | 3               | 0               | -                  | -                  | -                  | DC          | -           | -           | 24     | 0      |
| 2024-2025         | Jamshedpur        | ISL               | 21+1       | 2          | SC              | 0               | 0               | -                  | -                  | -                  | DC          | 4           | 0           | 26     | 2      |
| Totale Jamshedpur | Totale Jamshedpur | Totale Jamshedpur | 60         | 2          |                 | 7               | 1               |                    | 1                  | 0                  |             | 4           | 0           | 72     | 3      |
| Totale carriera   | Totale carriera   | Totale carriera   | 92         | 3          |                 | 7               | 1               |                    | 3                  | 0                  |             | 4           | 0           | 106    | 4      |

## Palmarès

### Club
- I-League: 1 :

Mohun Bagan: 2014-2015